# Alfa 1-antitripsin
Alfa 1-antitripsin ili α1-antitripsin (A1AT) je proteazni inhibitor iz serpinske superfamilije. On je generalno poznat kao serumski tripsinski inhibitor. Alfa 1-antitripsin se takođe naziva alfa-1 proteinazni inhibitor (A1PI), jer inhibira širok opseg proteaza. On štiti tkiva od enzima inflamatornih ćelija, posebno neutrofilne elastaze, i ima referentni opseg u krvi od 1,5 - 3,5 gram/litre, mada koncentracija može da bude znatno viša nakon akutne inflamacije. U njegovom odsustvu, neutrofilna elastaza nesmetano razlaže elastin, koji doprinosi elastičnosti pluća, što stvara respiratorne probleme, kao što je emfisema.

## Literatura
- Wu Y, Foreman RC (1991). „The molecular genetics of alpha 1 antitrypsin deficiency”. Bioessays. 13 (4): 163—9. PMID 1859394. doi:10.1002/bies.950130404.
- Kalsheker N (1989). „Alpha 1-antitrypsin: structure, function and molecular biology of the gene”. Biosci. Rep. 9 (2): 129—38. PMID 2669992. doi:10.1007/BF01115992.
- Crystal RG (1990). „The alpha 1-antitrypsin gene and its deficiency states”. Trends Genet. 5 (12): 411—7. PMID 2696185. doi:10.1016/0168-9525(89)90200-X.
- Carrell RW; Jeppsson JO; Laurell CB;  . (1982). „Structure and variation of human alpha 1-antitrypsin”. Nature. 298 (5872): 329—34. PMID 7045697. doi:10.1038/298329a0.
- Elliott PR, Abrahams JP, Lomas DA (1998). „Wild-type alpha 1-antitrypsin is in the canonical inhibitory conformation”. J. Mol. Biol. 275 (3): 419—25. PMID 9466920. doi:10.1006/jmbi.1997.1458.
- Miyamoto Y, Akaike T, Maeda H (2000). „S-nitrosylated human alpha(1)-protease inhibitor”. Biochim. Biophys. Acta. 1477 (1–2): 90—7. PMID 10708851. doi:10.1016/S0167-4838(99)00264-2.
- Coakley RJ, Taggart C, O'Neill S, McElvaney NG (2001). „Alpha1-antitrypsin deficiency: biological answers to clinical questions”. Am. J. Med. Sci. 321 (1): 33—41. PMID 11202478. doi:10.1097/00000441-200101000-00006.
- Lomas DA, Lourbakos A, Cumming SA, Belorgey D (2002). „Hypersensitive mousetraps, alpha1-antitrypsin deficiency and dementia”. Biochem. Soc. Trans. 30 (2): 89—92. PMID 12023831. doi:10.1042/BST0300089.
- Kalsheker N, Morley S, Morgan K (2002). „Gene regulation of the serine proteinase inhibitors alpha1-antitrypsin and alpha1-antichymotrypsin”. Biochem. Soc. Trans. 30 (2): 93—8. PMID 12023832. doi:10.1042/BST0300093.
- Perlmutter DH (2003). „Liver injury in α1-antitrypsin deficiency: an aggregated protein induces mitochondrial injury”. J. Clin. Invest. 110 (11): 1579—83. PMC 151639 . PMID 12464659. doi:10.1172/JCI16787.
- Lomas DA, Mahadeva R (2003). „α1-Antitrypsin polymerization and the serpinopathies: pathobiology and prospects for therapy”. J. Clin. Invest. 110 (11): 1585—90. PMC 151637 . PMID 12464660. doi:10.1172/JCI16782.
- Lisowska-Myjak B (2005). „AAT as a diagnostic tool”. Clin. Chim. Acta. 352 (1–2): 1—13. PMID 15653097. doi:10.1016/j.cccn.2004.03.012.
- Lomas DA (2005). „Molecular mousetraps, alpha1-antitrypsin deficiency and the serpinopathies”. Clinical medicine (London, England). 5 (3): 249—57. PMID 16011217.
- Rudnick DA, Perlmutter DH (2005). „Alpha-1-antitrypsin deficiency: a new paradigm for hepatocellular carcinoma in genetic liver disease”. Hepatology. 42 (3): 514—21. PMID 16044402. doi:10.1002/hep.20815.
- Mahr AD, Neogi T, Merkel PA (2006). „Epidemiology of Wegener's granulomatosis: Lessons from descriptive studies and analyses of genetic and environmental risk determinants”. Clin. Exp. Rheumatol. 24 (2 Suppl 41): S82—91. PMID 16859601.
- González-Sagrado M, López-Hernández S, Martín-Gil FJ, et al. (2000). „Alpha1-antitrypsin deficiencies masked by a clinical capillary electrophoresis system (CZE 2000)”. Clinical Biochemistry. 33 (1): 79—80.

## Spoljašnje veze
- The MEROPS online database for peptidases and their inhibitors: I04.001 Архивирано на веб-сајту  (1. април 2008)
- Proteopedia: Alpha-1-antitrypsin